# Jean Willrich
Jean Wilhelm Willrich (* 27. April 1953 in Koblenz, Rheinland-Pfalz) ist ein ehemaliger deutsch-US-amerikanischer Fußballspieler.

## Leben
Willrich wurde als Sohn einer deutschen Mutter und eines französischen Vaters geboren. Seinen Vater lernte er nie kennen. Seine Fußballvereinslaufbahn begann Willrich beim TuS Neuendorf in seiner Geburtsstadt, später spielte er in Andernach und bei den Sportfreunden Eisbachtal.
1976 entschied sich der 1,85 Meter große Mittelfeldspieler gegen Angebote von Hertha BSC und MSV Duisburg, stattdessen wechselte er zu PSV Eindhoven in die Niederlande. In der Saison 1976/77 wurde er mit Eindhoven niederländischer Meister, kam jedoch nur zu vier Einsätzen. In der Saison 1977/78 war Willrich an MVV Maastricht ausgeliehen.
1978 wechselte Willrich zu den San Diego Sockers in die Vereinigten Staaten. Im September 1978 vermeldete der deutsche Zweitligist Holstein Kiel Willrichs Ausleihe. Er spielte insgesamt bis 1987 für San Diego, nahm mit der kalifornischen Mannschaft am Spielbetrieb der NASL, später der MISL teil. Mit San Diego spielte er auch in der NASL-Hallenliga. Unterbrochen wurde seine Zeit bei der Mannschaft in der Saison 1979/80, als Willrich in Mexiko bei den UNAM Pumas unter Vertrag stand. Nach seiner Zeit bei den San Diego Sockers spielte er von 1987 bis 1989 bei den Wichita Wings im US-Bundesstaat Kansas.
Im Februar 1981 heiratete er eine US-Amerikanerin. Kurz vor den Olympischen Spielen 1984 in Los Angeles erhielt Willrich die US-Staatsbürgerschaft. Der Fußballverband des Landes hatte sich für seine vorzeitige Einbürgerung eingesetzt. Während des olympischen Turniers 1984 bestritt Willrich zwei Spiele (gegen Costa Rica und Italien) und erzielte im Duell mit Costa Rica ein Tor.
Willrich wurde in San Diego als Jugendtrainer tätig. Von 1997 bis 2000 war er des Weiteren Trainer im Olympiaentwicklungsprogramm des US-Fußballverbands.